# Antonio Tuivuna
Antonio Tuivuna (20 de março de 1995) é um futebolista fijiano que atua como defensor, atualmente defende o Suva FC.

## Carreira
Antonio Tuivuna ele fez parte do elenco da Seleção Fijiana de Futebol nas Olimpíadas de 2016.